# Mónica Braun
Mónica Braun (Ciudad de México, 7 de mayo de 1965) es una narradora, poeta y editora mexicana. 

## Biografía
Nació en la Ciudad de México, hija del ajedrecista húngaro János Braun y de Etelvina Guillén, mexicana. Es licenciada en Lengua y Literaturas Hispánicas por la Facultad de Filosofía y Letras de la Universidad Nacional Autónoma de México; asimismo, estudió una maestría en Letras Modernas en la Universidad Iberoamericana. Como escritora, sus textos han girado en torno a la reivindicación de la autonomía femenina a través del erotismo. Su actividad profesional ha estado centrada en el trabajo editorial en revistas y libros. 

## Trayectoria
Trabaja en la industria editorial desde 1990. De 1994 a 1997 fue editora ejecutiva de la revista Viceversa en Gatuperio Editores. De 1998 a 2001, fue directora editorial de Harper's Bazaar, revista de Editorial Televisa en la que se enfocó en darle presencia al talento mexicano así como dar nuevas propuestas creativas para tratar la moda como un producto cultural. En su trabajo como Coordinadora General de Educación y Divulgación de la Procuraduría Federal del Consumidor, institución en la que trabajó durante 9 años, realizó el programa televisivo semanal TV Revista del Consumidor, el programa radiofónico semanal El cuarto del Consumo y fue la encargada del relanzamiento de la Revista del Consumidor. De 2012 a 2014, fue editora y coordinadora en Trilce Ediciones. En 2014 lanzó su propio sello editorial, Nieve de Chamoy, donde publica ensayo, poesía y principalmente novela de autores mexicanos y latinoamericanos, con preferencia por aquellos poco conocidos y con un estilo provocador y original. Actualmente dirige también su empresa de servicios editoriales Braun Ediciones. 
Como escritora, ha colaborado con artículos, cuento y poesía en diversas revistas y suplementos culturales. En 1996 apareció su libro de poesía La luz inversa, editado por la Universidad Autónoma Metropolitana en su colección Molinos de Viento. Sobre esta publicación, el poeta y editor Ernesto Lumbreras escribió: "su escritura es un tránsito hacia la Capital del dolor. Remontando las convenciones del duelo, el sentimentalismo fársico, su autora advierte que la reconstrucción de la pérdida es también un exorcismo o una reconquista. En su discurso, preciso, en sordina, elude lo espectacular, el lirismo mesiánico, el prurito de lo experimental, y se (con)centra en la introspección, reconociendo que la realidad transfigurada es también un estado anímico. Bajo este argumento, la poética de Mónica Braun asume el plano vital como enclave metafórico, con hallazgos que no deslumbran o sorprenden, pues su empresa es arder o encarnar; devolvernos la luz enterrada".
Fue columnista de la revista Chilango de 2003 a 2010. Sus columnas de tres años fueron recogidas en el libro Sexo chilango, publicado por Planeta en 2006, y posteriormente en edición ampliada (las columnas completas) en Nieve de Chamoy (2017). Este libro, inspirado en el programa Sex and the City, "es una crónica en forma de episodios que mezcla la realidad con la ficción para abordar los asuntos que preocupan a las mujeres de hoy: la necesidad de encontrar el amor y la pareja ideal, junto con la necesidad de ser libre y tener éxito profesional. La pasión por el sexo aunada a la pregunta de si ha llegado el momento de ser madre".
En 2009, Grijalbo publicó su libro Sexo sin dolor, escrito junto con la sexóloga Alma Aldana, en el que propone un método para tratar el vaginismo y la dispareunia.

## Obra

### Libros
- La luz inversa (UAM, 1996)
- Sexo Chilango (Planeta, 2006)
- Sexo chilango: versión completa (Nieve de Chamoy, 2017)
- Sexo sin dolor (Grijalbo, 2009)
- El pan de lo irremediable (Universidad Veracruzana, 2021)

### Poemas en antologías
- Anuario de Poesía 1990 (INBA, 1991)
- Poesía en la Facultad (UNAM, 1992)
- Jóvenes Creadores. Antología de Letras y Dramaturgia 1995-1996 (Fonca, 1996)
- Jóvenes Creadores. Antología de Letras y Dramaturgia 1997-1998 (Fonca, 1998)
- Mujeres que besan y tiemblan (Planeta, 1999)
- Poesía orgánica (Urania, 2000)
- En el rigor del vaso que la aclara el agua toma forma (Resistencia, 2001)
- Eco de voces (Arlequín, 2004)
- La luz que va dando nombre (Gobierno del Estado de Puebla, 2007)
- Animales distintos (Arlequín, 2008)
- Nectáfora (Ed. Libera, 2009)
- 20 años de poesía. Jóvenes Creadores del FONCA (Conaculta, 2010)

### Cuentos y entrevistas y testimonios en antologías
- Otro ladrillo en la pared (Selector, 1996)
- Por sus comas los conoceréis (Conaculta, 2001)
- Arreola en voz alta (Conaculta, 2002)
- Tampoco se trata de ser perfectas (Océano, 2011)
- Protagonistas del suplemento cultural sábado de unomásuno (Ariadna, 2017)

## Premios y reconocimientos
Obtuvo el XXVII Premio de Poesía Punto de Partida en el año de 1994; asimismo, fue becaria para el Fondo Nacional para la Cultura y las Artes en el área de poesía 1995-1996 y 1997-1998. En 2005 obtuvo el Premio Especial Pantalla de Cristal a la Divulgación en Reportaje Televisivo por su labor en la Procuraduría Federal del Consumidor.